# Nuno Resende

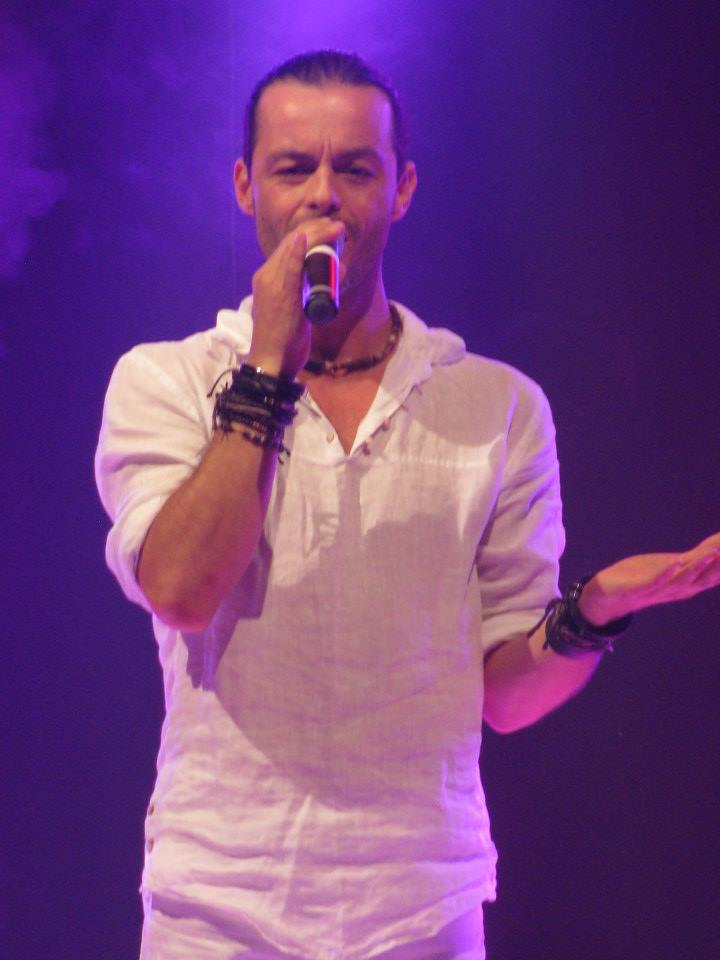
Nuno Resende (2013)

Nuno Resende (* 25. Juni 1973 in Porto) ist ein portugiesischer Sänger. Er vertrat Belgien beim Eurovision Song Contest 2005 in Kiew mit dem französischsprachigen Lied Le grand soir.

## Leben
Resende wurde in Porto geboren, lebt jedoch seit seinem zwölften Lebensjahr in Belgien. Er ist diplomierter Sportlehrer. Als Musicaldarsteller begann er seine Karriere im Jahr 1999 bei Die Schöne und das Biest. Es folgten Engagements unter anderem für Romeo und Julia, Die Mädchen von Rochefort, Aladin und Grease.
Im Jahr 2005 wurde Resende vom belgischen Rundfunk ausgewählt, Belgien beim Eurovision Song Contest in Kiew zu vertreten. Dort musste er, weil Xandee mit dem 22. Platz beim Eurovision Song Contest 2004 einen Startplatz verspielt hatte, im Semifinale starten. Sein Song Le grand soir (zu Deutsch: Der große Abend) wurde von Alec Mansion getextet, der auch den Text für den Beitrag Luxemburgs beim Eurovision Song Contest 1987 verfasst hatte. Er kam auf den 22. Platz von 25 Teilnehmern und schied damit für das Finale aus, trotz 12 Punkten aus seinem Geburtsland Portugal.
Seit 2009 steht er für das Musical Mozart, l’opéra rock als Ersatzdarsteller für die Rolle des Wolfgang Amadeus Mozart auf der Bühne.
2012 trat er in der musikalischen Komödie Adam et Eve: la seconde chance von Pascal Obispo auf. Die Aufführung mit Thierry Amiel fand in Paris statt.
Nuno Resende nahm 2013 an der französischen Sendung The Voice, la plus belle voix teil. Sein Vocal Coach war dabei Florent Pagny. Im Finale belegte er den dritten Platz, hinter Olympe und dem Gewinner Yoann Fréget. Durch diese Show erhielt er eine Tournee durch Frankreich. Vom Oktober 2013 bis Januar 2014 spielte Nuno in der Rolle von Maître Grigri im Musical Pinocchio, le spectacle musical.
2014 integriert Nuno die Lateinische Gruppe Lovers in die Seiten von Damien Sargue und Julio Iglesias Jr und nehmen ein Aufschwungsalbum von Lateinmusik heraus.

## Diskografie
Alben
- 1999: La Belle et la Bête
- 1999: La Teuf
- 2003: Les Demoiselles de Rochefort
- 2007: Aladin
- 2011: Adam et Ève: La Seconde Chance
- 2013: Erzsebeth, le spectacle musical
- 2013: Pinocchio, le spectacle musical
- 2014: Latin Lovers

## Musicals

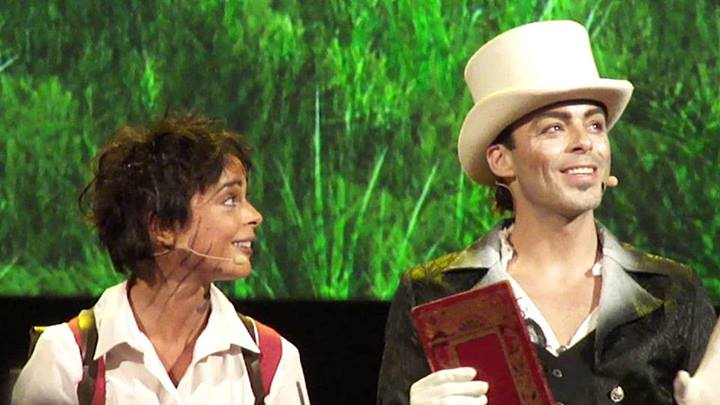
Vanessa Cailhol mit Nuno Resende in Pinocchio, le spectacle musical (2013)

- 1999: Die Schöne und das Biest von Sylvain Meyniac – Belgien, Frankreich
- 2000–2002: Romeo und Julia von Gérard Presgurvic, Regie von Redha – Frankreich
- 2003: Die Mädchen von Rochefort von Michel Legrand und Alain Boublil, Regie Redha – Frankreich
- 2007–2009: Aladin von Jeanne Deschaux und Jean-Philippe Daguerre – Frankreich
- 2008–2009: Grease von Jim Jacobs, Warren Casey und Stéphane Laporte – Frankreich
- 2009: Romeo und Julia von Gérard Presgurvic, Regie Redha – Südkorea
- 2009–2011: Mozart, l’opéra rock von Dove Attia und Albert Cohen, Regie Olivier Dahan – Frankreich
- 2012: Adam et Ève: La Seconde Chance von Pascal Obispo und Jean-Marie Duprez, Regie Mark Fisher und Pascal Obispo – Frankreich
- 2012: Erzsebeth, le spectacle musical von Stéphane und Brigitte Decoster – Belgien
- 2013–2014: Pinocchio, le spectacle musical von Marie-Jo Zarb und Moria Némo, Regie Marie-Jo Zarb – Frankreich
- 2014: Salut les copains von Pascal Forneri, Regie Stéphane Jarny – Frankreich